# 経営工学科
経営工学科（けいえいこうがくか）とは大学に置かれる学科の名称であり、経営工学を教育研究することを目的としている。

主に工学部、理工学部に設置され、これらの学部の他の学科と比べ、実験や製作・設計の実習が少なく、経営学に関する演習もあることが特徴である。

## 経営工学科を置く大学
- 神奈川大学  （工学部 経営工学科）
- 東京科学大学 工学院 経営工学系

### 大学院
- 東京科学大学大学院 工学院 経営工学系 経営工学コース
- 東京大学大学院 工学系研究科 システム創成学専攻
- 筑波大学大学院 システム情報工学研究科 社会システム工学専攻
- 京都工芸繊維大学大学院 工芸科学研究科 デザイン経営工学専攻
- 鳥取大学大学院 工学研究科　社会基盤工学専攻 社会経営工学コース
- 九州大学大学院 経済学部 経済工学専攻
- 早稲田大学大学院 創造理工学研究科 経営デザイン専攻及び経営システム工学専攻（旧工業経営専攻）
- 慶応義塾大学大学院 理工学研究科 開放環境科学専攻 オープンシステムマネジメント専修（旧管理工学専攻）
- 東京理科大学大学院 工学研究科 経営工学専攻
- 中央大学大学院 理工学研究科 経営システム工学専攻
- 法政大学大学院 工学研究科 システム工学専攻 経営系
- 青山学院大学大学院 理工学研究科 理工学専攻 マネジメントテクノロジーコース
- 神奈川大学大学院 工学研究科 工学専攻 経営工学領域
- 東海大学大学院 情報通信学研究科 情報通信学専攻（経営システム工学）
- 日本大学大学院 生産工学研究科 マネジメント工学専攻
- 東京都市大学大学院 工学研究科 システム情報工学専攻
- 関西大学大学院 理工学研究科 ソーシャルデザイン専攻 都市システム工学分野

## かつて経営工学科が置かれていた大学
- 東京工業大学 （1946年 経営工学コースを開設し、1958年 経営工学科に改称。1993年 経営システム工学科に再改称）
- 大阪府立大学 （1949年 工業経営部門を開設し、1952年 工業経営学科に改称。1963年 経営工学科に改称。2005年電気情報システム工学科と知能情報工学科に再編）
- 東京都市大学 （1959年 旧武蔵工業大学に経営工学科を開設。2002年 システム情報工学科と改称。2019年 知能情報工学科と改称）
- 名古屋工業大学  （1961年 経営工学科を開設。1985年 生産システム工学科に改称。2004年 都市社会工学科 経営システム系、2016年 社会工学科経営システム分野に改組）
- 大阪工業大学 （1962年 工業経営学科を開設し、1976年 経営工学科に改称。2006年 技術マネジメント学科に再改称。2010年 工学部内では募集停止し、情報科学部情報システム学科に継承。2021年新設の同学部内のデータサイエンス学科に移管）
- 東京理科大学 （1964年 経営工学科を開設。理工学部経営工学科を創域理工学部経営システム工学科へ改組）
- 広島大学 （1965年 経営工学科を開設。1976年より類制導入で第二類に再編）
- 芝浦工業大学 （1966年 工業経営学科を開設。2001年 情報工学科に改組）
- 東京電機大学 （1977年 経営工学科を開設。1999年に情報システム工学科へ改組、現在理工学部理工学科）
- 千葉工業大学 （2001年に工業経営学科を社会システム科学部へ改組）
- 玉川大学 （2003年にマネジメントサイエンス学科へ改組・名称変更）
- 成蹊大学 （2005年より経営・情報工学科に名称変更し、現在理工学部理工学科）
- 大阪電気通信大学 （1965年4月に工学部の一学科として開設されるも、1995年度より情報工学部情報工学科へ）
- 愛知工業大学 （2000年に経営情報科学部へ改組、その後経営学部に名称変更。現在経営学部経営情報システム専攻）

## 経営工学科に類する学科

### 経営工学科に似た主な学科名称
- 経営理学科
かつて、甲南大学には理学部に経営理学科が設置されていた（1959年～2001年）。2001年に、理学部の理工学部への改組、理学部の応用数学科との改編に伴い、理工学部情報システム工学科となった。2008年には知能情報学部に再編された
- 社会工学科
- 管理工学科
- 工業経営学科
- 経営システム工学科
- システム工学科
- 技術マネジメント学科
- システムマネジメント学科
- システムデザイン工学科

### 経営工学科に類する学科が置かれる大学
- 東京大学  （工学部 システム創成学科）
- 筑波大学  （理工学群 社会工学類 経営工学主専攻）
- 電気通信大学 （情報理工学域 経営・社会情報学）
- 長岡技術科学大学（工学部 経営情報システム工学 課程・専攻）
- 三条市立大学 （工学部 技術・経営工学科）
- 鳥取大学 （工学部 社会システム土木系学科 社会経営工学プログラム）
- 九州大学（経済学部 経済工学科）
- 慶應義塾大学 （理工学部 管理工学科）
- 日本大学 （生産工学部 マネジメント工学科）
- 関西大学（環境都市工学部 都市システム工学科 都市情報システムコース）

- 経営システム工学#経営システム工学関連の学科・教育プログラムを設置している大学
  - 名古屋工業大学 工学部 社会工学科 経営システム分野
  - 秋田県立大学 システム科学技術学部 経営システム工学科
  - 長岡技術科学大学 情報・経営システム工学課程／専攻
  - 早稲田大学 理工学術院 創造理工学部 経営システム工学科
  - 中央大学 理工学部経営システム工学科
  - 法政大学 理工学部 経営システム工学科
  - 青山学院大学 理工学部 経営システム工学科
  - 日本大学 生産工学部 マネジメント工学科 経営システムコース
  - 大阪工業大学 情報科学部データサイエンス学科 経営システム研究室、ものづくり経営マネジメント研究室
  - 千葉工業大学 未来変革科学部 経営デザイン科学科
  - 東海大学 情報通信学部 経営システム工学科

## 経営工学科に似た主な研究科名称
- 技術経営研究科
- Department of Management Engineering
- Department of Industrial and Management Engineering
- Department of Management Science and Engineering
- System Design and Management (SDM)